# Lisszabon Oriente

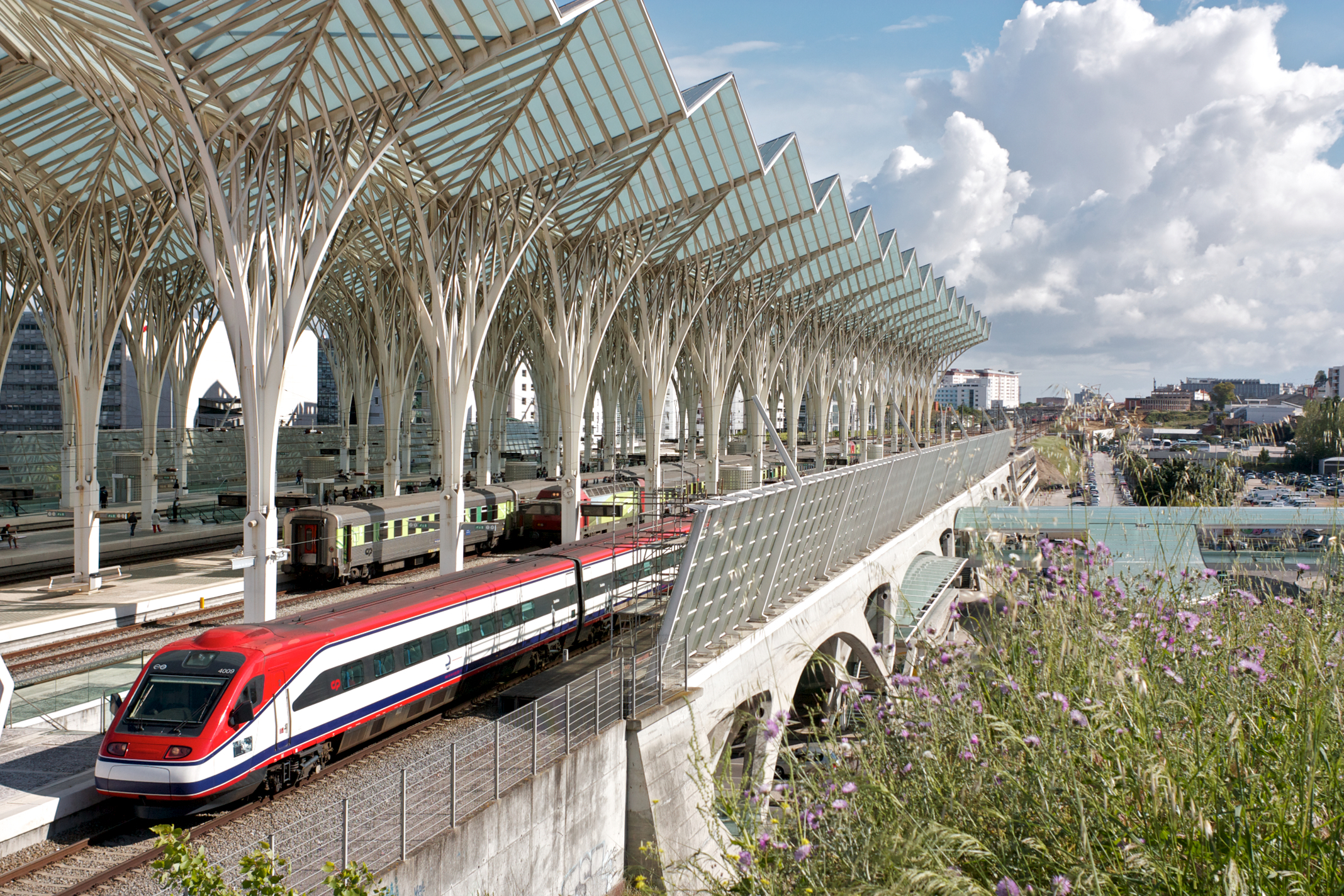
A pályaudvar madártávlatból

A Lisszabon Oriente Portugália fővárosának, Lisszabonnak a legfontosabb pályaudvara. Az állomást Santiago Calatrava tervezte és 1998-ban nyílt meg. Nagysebességű Alfa Pendular motorvonatok, helyi vonatok, nemzetközi vonatok, helyi- és nemzetközi autóbuszok indulnak innen. Alatta metróállomás, mellette buszállomás, bevásárlóközpont, rendőrség található. Egyike a világ legforgalmasabb vasútállomásainak, évente 75 millió utas fordul meg itt, akárcsak az amerikai Grand Central Terminalon.

## Vasútvonalak
Az állomást az alábbi vasútvonalak érintik:
- Linha do Norte

## Kapcsolódó állomások
Az állomáshoz az alábbi állomások vannak a legközelebb:
- Braço de Prata
- Moscavide station
- Olivais train station (Campanhã railway station, Linha do Norte)
- Cabo Ruivo halt (Santa Apolónia pályaudvar, Linha do Norte)

## Képgaléria

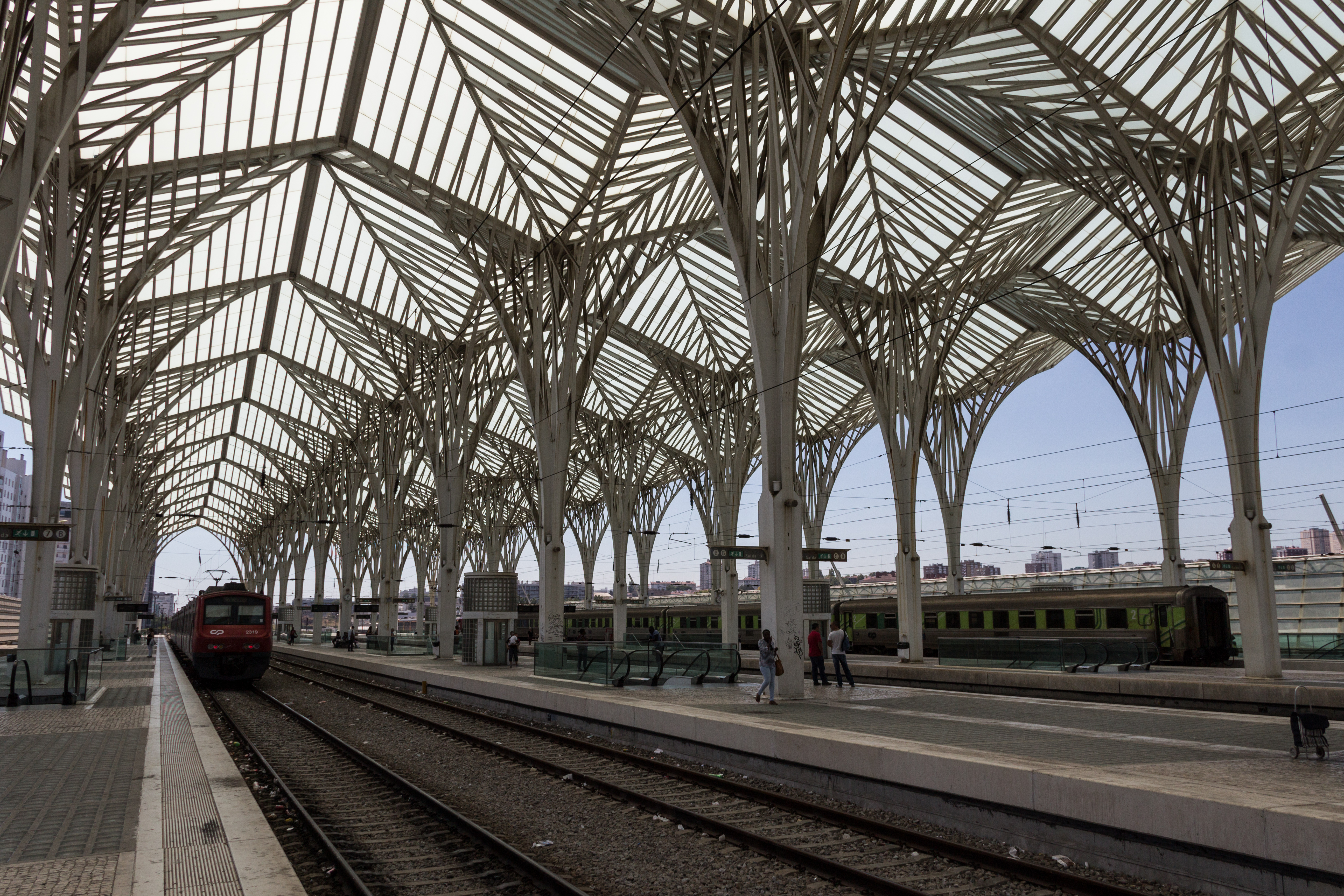
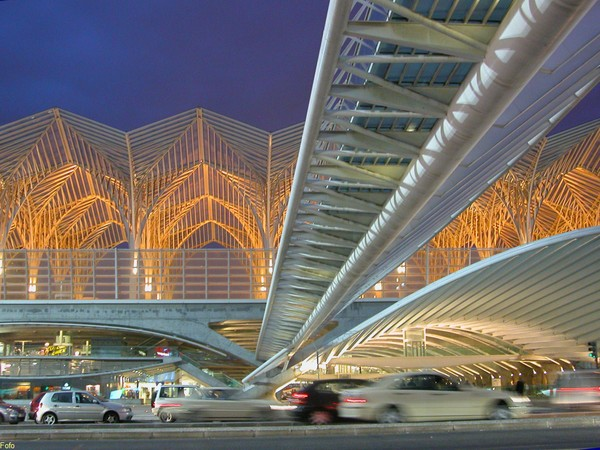
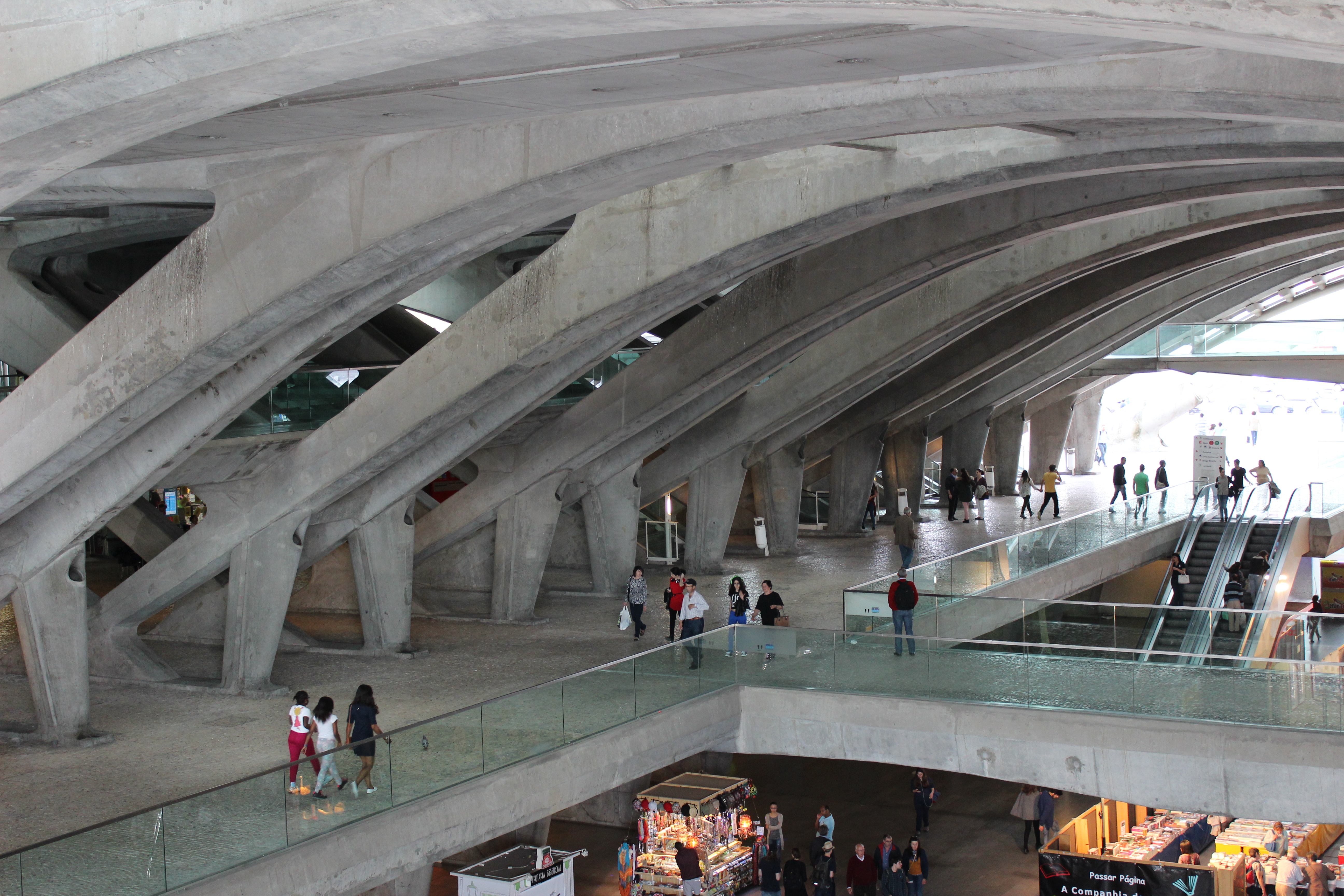
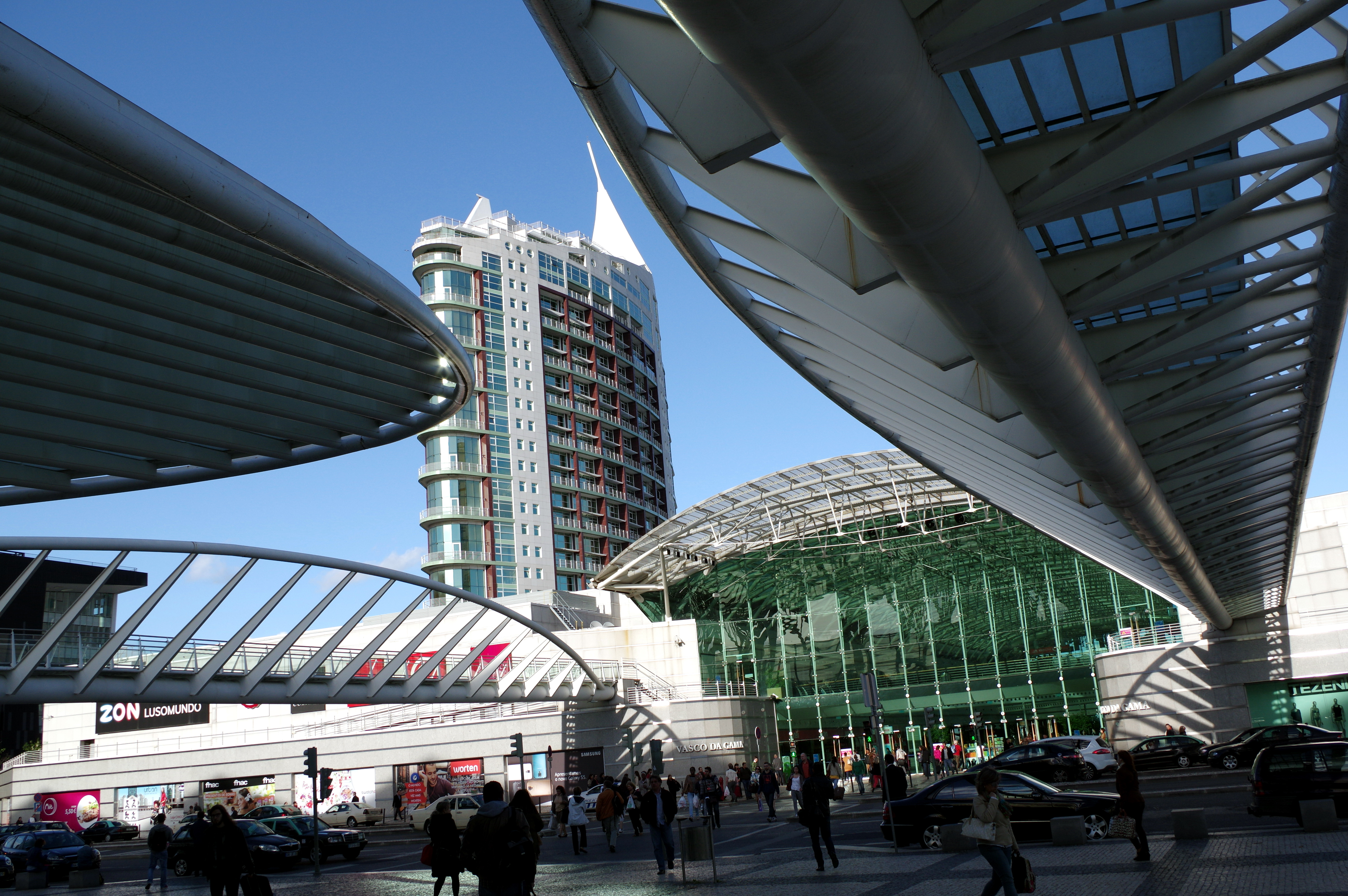
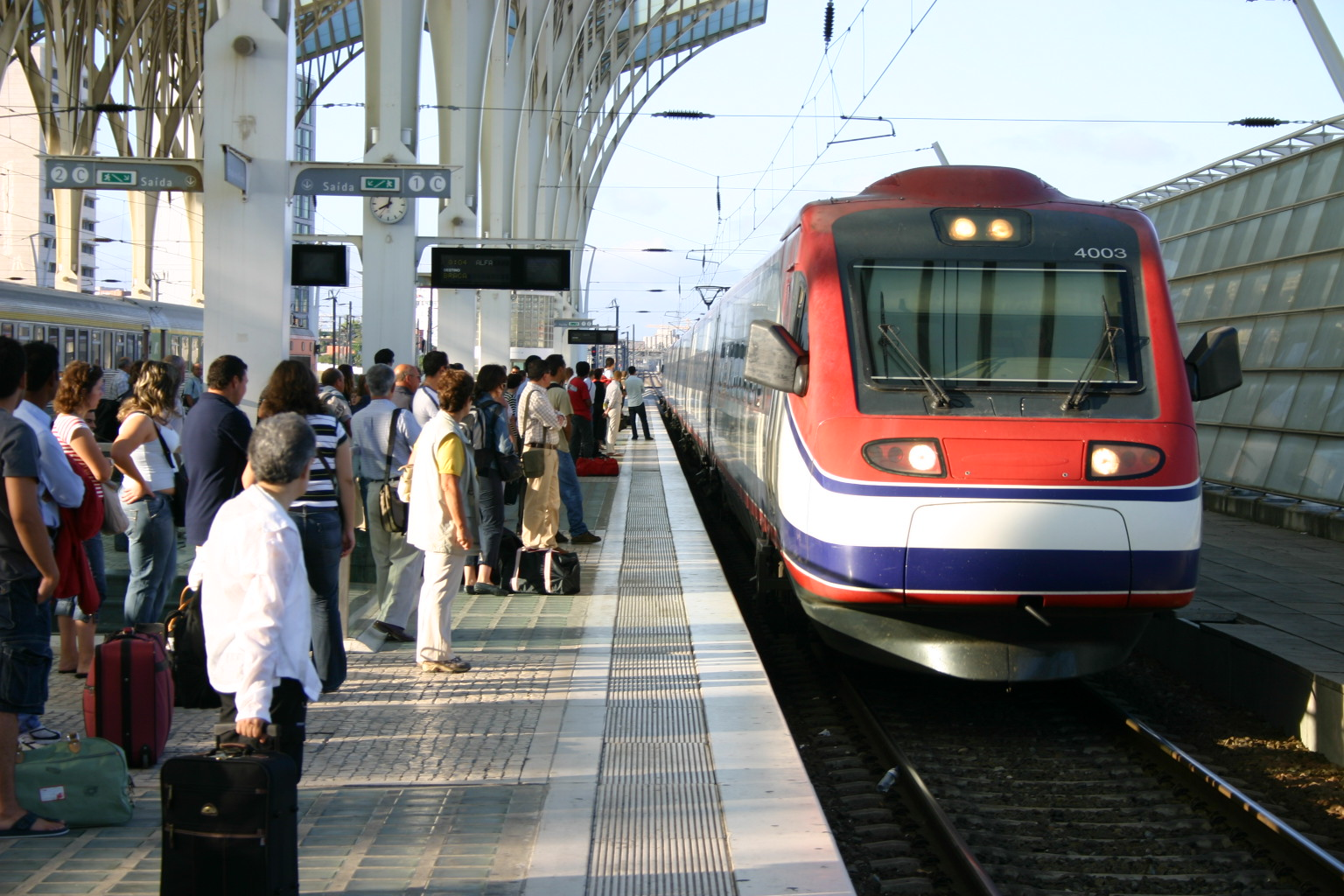
Alfa Pendular az állomáson